# Pleurothallis allenii
Pleurothallis allenii es una especie de orquídea de la tribu Epidendreae que pertenece a la familia Orchidaceae.

## Distribución y hábitat
Se encuentra en el centro de Panamá, a una altitud de 550 a 1000 metros.

## Descripción
Es una planta de pequeño tamaño, que prefiere el clima cálido y tiene hábitos de epífita con delgados, erectos tallos envueltos basalmente por 2-3 vainas tubulares y que lleva una sola hoja, apical, erecta, coriácea, estrechamente elíptica, sésile y aguda que está estrechamente cuneada basalmente en la base. Florece en una corta inflorescencia erecta, con una sola flor que surge de una espata que sostiene las flores y aparece en la primavera, verano y otoño.

## Taxonomía
Pleurothallis allenii fue descrita por Louis Otho Williams y publicado en Annals of the Missouri Botanical Garden 27(3): 275–276, t. 34, f. 5–7. 1940.
Etimología
Pleurothallis: nombre genérico que deriva de la palabra griega 'pleurothallos', que significa "ramas parecidas a costillas". Esto se refiere a la similitud de las costillas de los tallos de muchas de sus especies.
allenii: epíteto otorgado en honor del botánico estadounidense Allen.
Sinonimia
- Acronia allenii (L.O.Williams) Luer
- Zosterophyllanthos allenii (L.O.Williams) Szlach. & Marg[3][4]